# Dedovchtchina
La dedovchtchina (en russe : дедовщина, la « loi des grands-pères ») désigne l'ensemble des mauvais traitements infligés dans l'Armée rouge, puis l'Armée russe, par les soldats plus anciens aux nouvelles recrues. Cela peut aller jusqu'à la mort,. 

## Histoire
La pratique a été institutionnalisée dans le courant des années 1960 sous l'Union soviétique. Elle commence à être largement discutée et dénoncée lors de la pérestroïka, notamment lorsque le conscrit lituanien Arturas Sakalauskas tue huit soldats en 1987, à la suite des violences physiques et d'une tentative de viol collectif. Après la chute de l'URSS, les abus se multiplient. Devant la mauvaise réputation de la dedovchtchina, ceux qui en ont la possibilité échappent au service militaire. Par conséquent, seuls les plus bas sur l'échelle sociale y participent, venant de la province, de milieux délinquants ou alcooliques. La réduction de moyens pousse les officiers à faire faire des travaux forcés aux conscrits pour gagner de l'argent, les plus vieux soldats sont responsables de leur bon déroulement et la dedovchtchina permet de s'en assurer,.
En 2003, selon les données officielles, 3 500 membres de l'armée se sont rendus coupables de sévices du bizutage. Cependant, Valentina Melnikova, cofondatrice du Comité des mères de soldats de Russie, estimait en 2004 que 80 % des cas de bizutage à l'armée russe n'étaient jamais connus. Son ONG reçoit plus de 50 000 plaintes par an.
Sergueï Iouchenkov, colonel et parlementaire, fait campagne pour abolir la conscription, réduire la taille de l'armée et protéger les droits du personnel militaire victime d'abus et de dedovchtchina. Il dénonce les guerres illégales de Tchétchénie. Il est assassiné le 17 avril 2003, quelques heures après l’enregistrement de son parti politique,.
En 2004, l'ONG Human Rights Watch dénonce « la prédation, la violence et l'impunité » dont sont victimes les nouvelles recrues et qui font des dizaines de morts et entraînent des centaines de tentatives de suicide et des milliers de désertions chaque année.
En 2005, huit soldats, dont trois officiers, brutalisent un soldat au point qu'il doit être amputé des deux jambes et des organes génitaux. En dehors des pertes en Tchétchénie, le ministère de la Défense a comptabilisé 1 064 décès de militaires au total dans l'année. Parmi eux, seize soldats russes sont morts des suites de bizutages violents.
La situation s'est un peu améliorée avec la réduction de la durée du service militaire à douze mois, à partir du 1er janvier 2008, contre vingt-quatre auparavant. En effet, le système voulait que le soldat soit victime de mauvais traitements la première année, puis qu'il les inflige aux nouveaux lors de sa deuxième année. Si les violences diminuent fortement, elles restent élevées mais concernent plus le racket et la corruption. 
Depuis 2009, les données concernant les mauvais traitements dans l'armée sont secrètes, mais des faits divers réguliers permettent de constater que les faits de violence sont toujours là, même si le vice-ministre de la Défense russe, Andreï Kartapolov, affirme en août 2020 que la dedovchtchina est complètement éradiquée.
« Ce que certains qualifient de bizutage dans l'armée [russe] n'est pas du bizutage mais bien de la torture », estime en 2012 le corapporteur du Comité contre la torture des Nations unies, Alessio Bruni.
Parmi les raisons avancées pour la mise en place de la dedovchtchina, une mobilisation qui a lieu deux fois par an, générant une atmosphère d'instabilité propice à la violence, le manque d'un corps de sous-officiers, ce qui fait reposer la discipline sur les soldats, l'enrôlement d'anciens criminels ou prisonniers qui importent leurs méthodes dans l'armée. La pénurie en nourriture, boisson, vêtements et argent dans l'armée russe poussait les soldats en deuxième année de service à voler les nouveaux conscrits.